# Волер, Кристиан Лауэнборг
Кристиан Лауэнборг Волер (норв. Christian Lauenborg Waaler; род. 7 декабря 1981 года) — норвежский игрок в хоккей с мячом.

## Карьера
Игровую карьеру начал в родном «Рёа». Позже играл в «Уллеволе» (2000/01), «Юсдале» (2001/02), «Стабеке» (2002/03, 2011/12), «Хаммарбю» (2003/07), «Хёвике» (2007/10, 2016/17), «Реди» (2011, 2013/16).
С 2017 года играет в «Уллерне».
Двукратный чемпион Норвегии (2012, 2015), двукратный вице-чемпион Норвегии (2000, 2014), трёхкратный вице-чемпион Швеции (2004, 2005, 2006).
С 2000 года играет в сборной Норвегии. Признавался лучшим хоккеистом Норвегии 2009 и 2015 годов.
Врач-физиотерапевт, учился в Каролинском институте.